# Reinvermögen
Das Reinvermögen (auch Nettovermögen, englisch net worth, net assets) ist in der Finanzbuchhaltung und Wirtschaftswissenschaft der Saldo (d. h. die Differenz) zwischen dem auf der Aktivseite einer Bilanz ausgewiesenen Vermögen (Bruttovermögen) und den auf der Passivseite ausgewiesenen Verbindlichkeiten (Schulden) eines Unternehmens. 
Da sich das Bruttovermögen aus Zahlungsmittelbeständen, sonstigen Forderungen und Sachvermögenbeständen zusammensetzt und der Saldo „Nettogeldvermögen“ als Zahlungsmittelbestände plus sonstige Forderungen abzüglich Verbindlichkeiten definiert ist, ergibt sich das Reinvermögen auch aus Nettogeldvermögen und Sachvermögen.

## Allgemeines
Das Reinvermögen entspricht in dieser Form dem Eigenkapital, welches – als Saldo von Bruttovermögen und Schulden – die Residualgröße in der Bilanz darstellt. Zum Reinvermögen – und Eigenkapital – werden alle Gewinnanteile hinzugerechnet, auf deren Ausschüttung die Gesellschafter endgültig verzichtet haben. Nicht zum Eigenkapital und Reinvermögen gehören die aus Gewinnen gebildeten Rückstellungen. Diese vermindern das Reinvermögen, weil sie zu den Verbindlichkeiten gerechnet werden. Der Begriff des Reinvermögens taucht jedoch nicht nur bei Unternehmen auf, sondern auch bei anderen Vermögensträgern. Auch andere Wirtschaftssubjekte wie Privathaushalte (Private Finanzplanung) oder der Staat mit seinen Untergliederungen (öffentlicher Haushalt) ermitteln ihr Reinvermögen durch Subtraktion des Privatvermögens bzw. des Staatsvermögens von den Schulden bzw. Staatsschulden.

## Verwendung des Begriffs
Der Begriff Reinvermögen wird in unterschiedlichen Teilbereichen des täglichen Lebens verwendet.

### Recht
Reinvermögen ist ein Rechtsbegriff, der in verschiedenen Teilgebieten des Rechts vorkommt (z. B. § 92 GenG). Da es an einer Legaldefinition fehlt, handelt es sich um einen unbestimmten Rechtsbegriff. Auch das BVerwG definiert ihn als Restgröße zwischen Bruttovermögen und Schulden. Bei den Kapitalerhaltungsregeln kommt es darauf an, dass bei der GmbH für Zwecke des Gläubigerschutzes das geschützte Vermögen nicht an die Gesellschafter ausgezahlt werden darf. Dazu ist erforderlich, dass das Stammkapital mit dem gesellschaftlichen Reinvermögen verglichen werden muss.
Im Insolvenzrecht hängt die Insolvenzantragspflicht davon ab, ob überhaupt noch gesellschaftliches Reinvermögen vorhanden ist. Ist das Reinvermögen im Überschuldungsstatus negativ, liegt ein Insolvenzgrund unabhängig von einer positiven oder negativen Fortführungsprognose vor. Keine Insolvenzantragspflicht besteht umgekehrt bei positivem Reinvermögen und negativer Fortbestehensprognose und positivem Reinvermögen und positiver Prognose.
Vermögensträger sind außer juristischen Personen auch natürliche Personen. Bei letzteren ermittelt sich das Reinvermögen ähnlich. Vom Gesamtvermögen (etwa einer Erbschaft) werden die hierauf lastenden Schulden (Nachlassverbindlichkeiten) abgezogen, sodass für die Ermittlung des Besteuerungswerts das Reinvermögen übrig bleibt. Bei der ehelichen Zugewinngemeinschaft errechnet sich der Zugewinn aus dem Anfangs- und Endvermögen jedes Ehepartners. Beide Vermögensbegriffe gehen vom Reinvermögen aus, denn das Gesetz fordert den Abzug der Schulden (§ 1374 Abs. 1 BGB).

### Finanzbuchhaltung
Beim Unternehmenskauf bildet das Reinvermögen eine der wesentlichen Berechnungsgrundlagen des Kaufpreises für ein ganzes Unternehmen. Das Gesetz spricht hier vom „beizulegenden Zeitwert der Vermögenswerte und Schulden“ (§ 246 Abs. 2 Satz 3 HGB). Liegt der tatsächlich gezahlte Kaufpreis über dem ermittelten Reinvermögen, so handelt es sich um einen „Goodwill“, umgekehrt um einen „Badwill“. Nach den Vorschriften über die Behandlung des „Goodwill“ in der Bilanz des erwerbenden Unternehmens ist nur der über das Reinvermögen hinausgehende Kaufpreisteil aktivierungsfähig und -pflichtig (§ 246 Abs. 1 Satz 4 HGB). Der „Badwill“ als „negativer Unterschiedsbetrag“ zum Reinvermögen ist als negative Ertragsaussicht oder als „lucky buy“ zu erklären und nach § 301 Abs. 3 HGB als Rückstellung zu passivieren („Unterschiedsbetrag aus der Kapitalkonsolidierung“), mindert also unter sonst gleichbleibenden Bedingungen das Reinvermögen des erwerbenden Unternehmens. Diese Rückstellung darf nur aufgelöst werden, wenn entweder die erwartete ungünstige Ertragsentwicklung eingetreten ist oder am Bilanzstichtag feststeht, dass der Badwill einem realisierten Gewinn entspricht (§ 309 Abs. 2 HGB; IAS 22.61 ff.).
Das Reinvermögen steigt durch Erhöhungen des Eigenkapitals oder thesaurierte Gewinne bei sonst unveränderten bilanziellen Verhältnissen und umgekehrt. Das Reinvermögen ist Haftungsträger für die Verluste und Schulden. Zehren die Verluste das Reinvermögen vollständig auf, kommt es zur Überschuldung als Insolvenzgrund.

### Volkswirtschaft

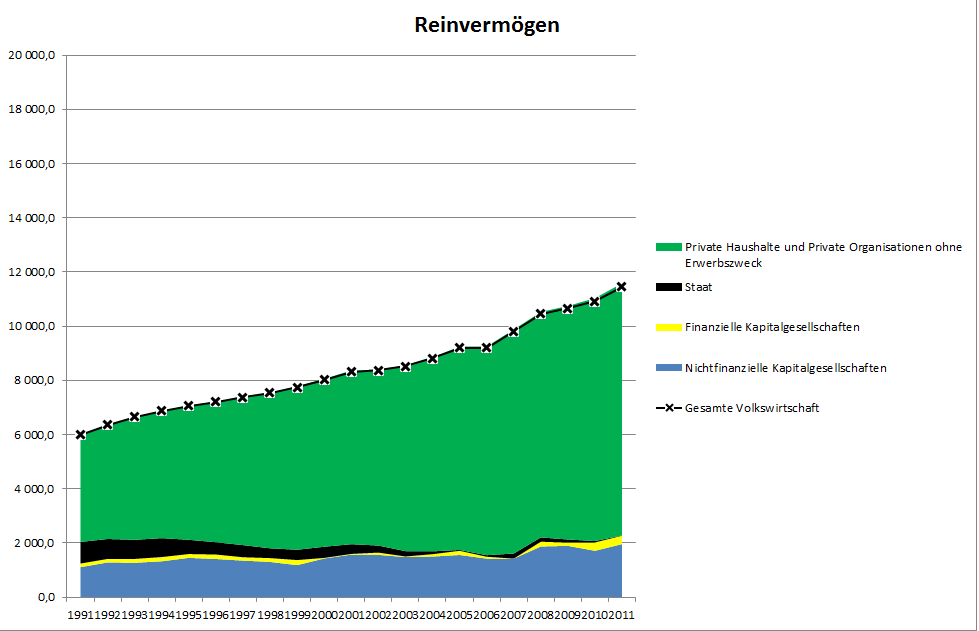
Reinvermögen nach Sektoren der deutschen Volkswirtschaft.

Die Volkswirtschaftliche Gesamtrechnung (VGR) geht von einem Vermögenskonto aus, das den volkswirtschaftlichen Vermögensobjekten (Realvermögen und Forderungen) die Verbindlichkeiten gegenüberstellt und als Saldo das Reinvermögen ausweist. Im Rahmen der Vermögensbilanz wird das Volksvermögen als die Summe aller Reinvermögen innerhalb einer Volkswirtschaft definiert. Das Europäische System der Volkswirtschaftlichen Gesamtrechnungen (ESVG) stellt analog in der Aufstellung von Vermögensbilanzen den Vermögenswerten (Vermögensgüter und Forderungen) die Verbindlichkeiten, die Passiva, gegenüber. Der Saldo ist das Reinvermögen. Dieser wird für die Volkswirtschaft insgesamt als das Volksvermögen bezeichnet.

## Reinvermögen und Schulden
Kreditgeber, insbesondere Kreditinstitute, gewähren Kredite nur auf der Grundlage von vorhandenem Vermögen (siehe auch Kreditrisiko-Standardansatz). Der Erwerb von Vermögensgegenständen (Immobilien, Kraftfahrzeuge) wird in der Regel nicht vollständig kreditiert, weil bei einer Zwangsverwertung nicht mehr der ursprüngliche Kaufpreis erzielt werden kann und die Zinslast zu hoch ist. Deshalb kann im Normalfall davon ausgegangen werden, dass die Schulden nur einen Bruchteil des Vermögens ausmachen, sodass bei den Vermögensträgern positives Reinvermögen vorhanden ist. Von negativem Reinvermögen oder negativem Nettovermögen spricht man indes, wenn bei Vermögensträgern die Schulden höher sind als das Gesamtvermögen; dann liegt Überschuldung vor.